# Стеван Шупљикац
Стеван Шупљикац (Петриња, 1786 – Панчево, 27. децембар 1848) био је аустријски генерал-мајор и српски војвода, односно војни заповедник Српске Војводине, која је проглашена 13. маја 1848. године, на Српској народној скупштини у Сремским Карловцима. Царским патентом од 15. децембра 1848. године, званично је од стране владара потврђен за српског војводу.

## Биографија
Војвода српски, пуковник аустријски Стефан Шупљикац, рођен је 1786. године у Петрињи у Аустрији (данашња Хрватска), а умро 1848. године у Панчеву (Војводина, Аустрија (данас Србија).
Шупљикац потиче из српске граничарске породице; отац му је био Србин штабс-официр. Похађао је Карловачку гимназију, а филозофију завршио у Шопроњу. Током школовања имао је најбоље оцене "првог реда" (1804). У аустријску војску је ступио 1805. године, и био у пуку свог оца. После стварања Илирских провинција 1809. године, прешао је у француску војску и био ађутант маршала Огиста Мармона. Године 1812. учествовао је са 1. и 3. хрватским пуком (Regiment provisoires croates) у саставу Француске армије у походу на Русију ушао у Москву. Током рата против Русије (1812. године), француски цар Наполеон I одликовао га је због особите храбрости Орденом легије части.
Поново је примљен у аустријску војску 1814. године. Служио је у Банату и у Лици, као командант Огулинске регименте, а потом бригаде под врховном командом Јозефа Радецког, где је награђен великим крстом гвоздене круне.
Као граничарски капетан у Банату, Шупљикац је био 1828. године командант места Дебељача, а такође 12 година командант места Глогоњ. Док је службовао у Плашком, купио је 1846. године једну Вукову књигу, у којој се потписао међу пренумерантима као: "Високоблагородни Г. Стефан Шупљикац от Витез, ћ.к. обрштер (пуковник) у Огулинској регименти". Учествовао је 1848. у борбама против италијанских револуционарних снага за време Првог италијанског рата за уједињење. Пуковник се налазио у Роверету у Италији, на положају 1848. године

### Српски војвода
На Мајској скупштини у Сремским Карловцима (1./13. маја 1848. године), Стеван Шупљикац је изабран за српског војвода, односно војног заповедника новопроглашене Српске Војводине. Није одмах хтео ступити на чело српског народног покрета, док му цар аустријски није одобрио. Дошао је међу Србе 24. септембра/6. октобра 1848. године, где је револуција и борба против мађарских снага већ била у току.
Након народне скупштине одржане 25. септембра/7. октобра примио је врховно војно заповедништво над српским народним одредима, преузевши команду од Ђорђа Стратимировића. Прво што је значајније учинио било је да пусти из заробљеништва непријатеље, припаднике других нација, међу којима много Новосађана и уопште Бачвана. Почео је обилазити српске трупе, прво у Срему, па Бачкој и Банату. Приступио је реорганизацији јединица и прогласио општу мобилизацију. У цивилно-управне послове Српске Војводине није задирао.
Царским патентом од 15. децембра 1848. године, Шупљикац је и званично од стране владара потврђен за српског војводу.
Међутим, његова команда над српском народном војском била је кратка. Док је био у Карловцима имао је неколико дана грозницу, од које се није довољно залечио. Учествовао је 14. децембра у борби код Јарковца, где није имао већег успеха. Када се 15./27. децембра вратио у Панчево да дочека 3000 србијанских добровољаца, пред стројем му је позлило, и издахнуо је убрзо у једној оближњој кући, где су га пренели. Седећи на коњу успео је само да изговори: "Нек види Европа, нек цео свет види како брат брату у помоћ иде..."
Пренет је затим у Земун, где му је тело након балзамовања било изложено неколико дана у цркви. Тада су (као мртвог) војводу скицирали сликари Живко Петровић из Земуна и прота Константин Арсенијевић из Панчева, ради литографисања. Са војном пратњом, од стране изасланика Главног одбора српског покрета и свештенства, сахрањен је уз највеће почасти у манастиру Крушедолу. Над гробом су говоре држали др Јован Суботић, члан Главног одбора Петар Јовановић и "од стране напретка (омладине)" млади Светозар Милетић.
Место војводе је након смрти војводе Шупљикца остало упражњено. Команду над српским трупама је формално преузео генерал-мајор Кузман Тодоровић а фактички пуковник Фердинанд Мајерхофер, који је 1849. по завршетку револуције и рата постао гувернер Војводства Србије под царем Францом Јозефом као Великим војводом.

## Збирка слика
- гроб Стевана Шупљикца у Крушедолу.
- Статуа у Панчеву, рад Оље Ивањицки